# Faux-Mazuras
 Faux-Mazuras  es una localidad y comuna de Francia, en la región de Lemosín, departamento de Creuse, en el distrito de Guéret y cantón de Bourganeuf.
Su población en el censo de 1999 era de 160 habitantes.
Está integrada en la Communauté de communes de Bourganeuf-Royère-de-Vassivière.

## Demografía
| 188 | 216 | 182 | 179 | 169 | 160 |
| Para los censos de 1962 a 1999 la población legal corresponde a la población sin duplicidades (Fuente: INSEE [Consultar]) |     |     |     |     |     |